# Konrad-Händel-Stiftungspreis
Der Konrad-Händel-Stiftungspreis, früher Konrad-Händel-Preis, ist ein Wissenschaftspreis für Leistungen auf dem Gebiet der Rechtsmedizin.

## Auswahl der Preisträger und Dotierung
Mit dem Preis sollen rechtsmedizinische wissenschaftliche Leistungen gewürdigt werden, die Nutzen für die Rechtspflege mit sich bringen, die Verkehrssicherheit fördern oder helfen, Ursachen von Verkehrsunfällen zu klären.
Der Preis wird jährlich im Rahmen der Jahrestagung der Deutschen Gesellschaft für Rechtsmedizin (DGRM) verliehen. Die Auszuzeichnenden werden durch das Kuratorium der Konrad-Händel-Stiftung aus Vorschlägen von Mitgliedern der DGRM bestimmt, ebenso die aus Stiftungserträgen finanzierte Dotierung. Die Dotierung variiert; im Jahr 2002 war der Preis für Lebenswerke undotiert, im Jahr 1998 betrug die Dotierung 16.000 DM.

## Geschichte
Konrad Händel errichtete die nach ihm benannte Stiftung 1997 mit dem Zweck, den Konrad-Händel-Preis zu dotieren. Nach Händels Tod beschloss die DGRM auf ihrer Jahresversammlung 2006, ihren Wissenschaftspreis mit dem Konrad-Händel-Preis zusammenzulegen; dem Kuratorium der Stiftung wurden ihre Entscheidungsbefugnisse belassen. Der vereinigte Preis wurde erstmals 2007 unter dem neuen Namen Konrad-Händel-Stiftungspreis verliehen.

## Preisträger
Konrad-Händel-Preis
- 1997: Oskar Grüner, Kiel; Georg Schmidt, Heidelberg und Hans-Joachim Wagner, Homburg[2]
- 1998: Ute Lockemann, Hamburg und Dimitrios Kallieris, Heidelberg[2]
- 1999: Manfred R. Möller, Homburg[4]
- 2000: Hans Joachim Mallach, Tübingen und Ulrich Heifer, Bonn[5]
- 2001: Günther Reinhardt, Heidelberg, Ulm und Stefanie Ritz-Timme, Kiel, Düsseldorf[6]
- 2002: Gita Mall, München; für ihr Lebenswerk: Steffen Berg, Göttingen; Wolfgang Dürwald, Leipzig; Otto Prokop, Berlin[1]
- 2003: Michael Bohnert, Freiburg[7]
- 2004: Andreas Schmeling, Berlin[8]
- 2005: Jens Amendt und Richard Zehner[9] aus der Forensisch-entomologischen Arbeitsgruppe um Hansjürgen Bratzke, Frankfurt am Main[10]
- 2006: Peter M. Schneider, Köln[11]

Konrad-Händel-Stiftungspreis
- 2007: Marcel Verhoff, Berlin[12]
- 2010: Fritz Pragst, Berlin
- 2011: Markus Parzeller, Frankfurt
- 2012: Hermann Vogel, Hamburg, und Annette Thierauf, Freiburg
- 2013: Mechthild Vennemann, Münster
- 2014: Beat P. Kneubuehl, Bern
- 2015: Sibylle Banaschak, Köln, und Marielle Vennemann, Münster
- 2016: Oliver Peschel, München
- 2017: Sven Anders, Hamburg, und Benno Hartung, Düsseldorf
- 2018: Jana Naue, Freiburg
- 2019: Micaela Poetsch, Essen, und Benjamin Ondruschka, Leipzig
- 2020: Jutta Schöpfer, München, und Jakob Heimer, Zürich
- 2021: Christoph Birngruber, Frankfurt, Katja Anslinger, München, und Martin Bodner, Innsbruck
- 2022: Antonia Heidegger, Innsbruck
- 2023: Nadine Schäfer, Homburg, Stefanie Iwersen-Bergmann, Hamburg
- 2024: Cora Wunder, Mainz, Matthias Kettner, Frankfurt[13]